# Stephan Schorn
Stephan Schorn (* 19. September 1975 in Stadtlohn) ist ein deutscher Entomologe (Schwerpunkt Koleopterologie, speziell Scarabaeoidea), Fachbuchautor (Monographien über Blutegel, Feuersalamander und Vertreter der Gespenstschrecken und Fangschrecken.) Sein Wissen erlangte er autodidaktisch.

## Veröffentlichungen

### Zeitschriftenartikel
- Ersatzfutter für Phasmiden. In: ZAG Phoenix, Zeitschrift der ZAG Wirbellose e.V. Wernigerode, 02.2012, S. 56/58. ISSN 2190-3476
- Medizinische Blutegel als Haustiere. In: Bugs. Nr. 3, Sept/ Okt/ Nov, Jahrgang 1 (3), 2013, S. 54–57.
- Bastle dir eine Gottesanbeterin. In: Bugs. Nr. 3, Sept/ Okt/ Nov. Jahrgang 1 (3) Natur und Tier-Verlag, Münster 2013, S. 64/65. ISSN 2195-8610
- Schaben – Gefürchtet und geliebt. Reportage. In: Reptilia. Nr. 110, Jahrgang 19 (6) Natur und Tier-Verlag, Münster 2014, S. 60–65. ISSN 1431-8997
- Gila - Monster und monströse Schmerzen. In: Reptilia. Nr. 158, Jahrgang 27/6, Natur und Tier Verlag, Münster 2014, S. 24–30.
- Terraristik- ein teures Hobby? In: Reptilia. Nr. 160, Jahrgang 28/2, Natur und Tier Verlag, Münster 2023, S. 16–23.

### Buchveröffentlichungen
- Die Australische Riesengespenstschrecke (Extatosoma tiaratum). (= Art für Art-Reihe). Natur und Tier-Verlag, Münster 2009, ISBN 978-3-86659-123-3.
- Die Dorngespenstschrecke (Eurycantha calcarata). (= Art für Art-Reihe). Natur und Tier-Verlag, Münster 2009, ISBN 978-3-86659-184-4.[4]
- Blütenmantiden Gattungen Pseudocreobotra & Creobroter (= Art für Art-Reihe). Natur und Tier-Verlag, Münster 2009, ISBN 978-3-86659-124-0.[5]
- Der Spanische Rippenmolch (Pleurodeles waltl). (= Art für Art-Reihe). Natur und Tier-Verlag, Münster 2011, ISBN 978-3-86659-171-4.
- mit Axel Kwet: Feuersalamander (Salamandra algira, S. corsica, S. infraimmaculata). Die Terrarienbibliothek, Natur und Tier-Verlag, Münster, 2010, ISBN 978-3-86659-156-1.
- Mark Benecke (Hrsg.) Stephan & Monika Schorn: Blutsauger als Heimtier und Heilmittel. Die Medizinischen Blutegel 'Hirudo medicinalis, H. verbana' und ihre Verwandten. Eygennutz Verlag, Hamm 2020, ISBN 978-3-946643-09-8.
- Totenkopfschwärmer - Gestalt, Biologie, Mythos, Zucht und Pflege der sagenumwobenen Gattung Acherontia. Militzke Verlag, Magdeburg 2023, ISBN 978-3-89432-284-7.
- Präparation und Konservierung von Wirbellosen Tieren. Chimaira, Frankfurt am Main 2021, ISBN 978-3-89973-057-9.